# Hydroptila martini
Hydroptila martini är en nattsländeart som beskrevs av Marshall 1977. Hydroptila martini ingår i släktet Hydroptila och familjen smånattsländor. Inga underarter finns listade i Catalogue of Life.